# Johan Häggström
Johan Häggström, född 10 mars 1992, är en svensk längdåkare. 2017 debuterade han i världscupen när han ingick i Sveriges nationella kvot till tävlingarna på hemmaplan i Ulricehamn. 2019 blev han för första gången uttagen i det svenska A-lagets träningsgrupp. Den 11 januari 2020 kom hans första pallplats i världscupen när han blev 3:a i fristilssprinten i tyska Dresden. Efter säsongen utsågs han till "Årets herråkare" på Skidsnack-galan i Expressen TV. På klubbnivå tävlar han för Piteå Elit men bor och studerar i Umeå.

## Resultat

### Världscupen

#### Individuella pallplatser
Häggström har en individuell pallplats i världscupen: en tredjeplats.
| Säsong  | Datum           | Plats   | Disciplin        | Placering |
| ------- | --------------- | ------- | ---------------- | --------- |
| 2019/20 | 11 januari 2020 | Dresden | Sprint (fristil) | 3:a       |

#### Pallplatser i lag
I lag har Häggström två pallplatser i världscupen: en andraplats och en tredjeplats.
| Säsong  | Datum           | Plats      | Disciplin         | Placering | Lagkamrat(er)       |
| ------- | --------------- | ---------- | ----------------- | --------- | ------------------- |
| 2019/20 | 12 januari 2020 | Dresden    | Sprintstafett (F) | 2:a       | Marcus Grate        |
| 2020/21 | 7 februari 2021 | Ulricehamn | Sprintstafett (F) | 3:a       | Karl-Johan Westberg |